# La leggenda del pianista sull'oceano
La leggenda del pianista sull'oceano (Internationale titel:  The Legend of 1900) is een Italiaanse muzikale dramafilm uit 1998, geregisseerd door Giuseppe Tornatore. De film is geïnspireerd op Novecento, een monoloog van Alessandro Baricco.

## Verhaal
Trompettist Max Tooney moet wegens geldgebrek zijn trompet verkopen aan een muziekhandelaar. Terwijl Max als afscheid nog een laatste keer op zijn trompet speelt, herkent de muziekhandelaar het muziekstuk en laat Max een kapotte opnamematrix (masterschijf) zien die hij in een oude vleugel heeft gevonden. Max vertelt vervolgens aan de muziekhandelaar De legende van de oceaanpianist.
Op nieuwjaarsochtend 1900 werd aan boord van de oceaanlijner Virginian een baby gevonden, die voor het gemak 1900 heette. 1900 wordt de eerste acht jaar van zijn leven opgevoed door stoker Danny Boodmann en brengt het grootste deel van deze tijd door in de machinekamer van het schip. Na een ongeluk waarbij Danny om het leven komt, ontdekt 1900 zijn muzikale talent en speelt hij in het geheim op een vleugel in de eersteklas balzaal.
De komende jaren verlaat 1900 het schip nooit en speelt als pianist in de band aan boord. Hij raakt bevriend met Max, die hem herhaaldelijk aanmoedigt het schip te verlaten. Tijdens zijn optredens met de band speelt 1900 uitstekende jazznummers en wordt uiteindelijk beroemd tot buiten de grenzen van Virginia als jazzpianist. Zijn muzikale carrière culmineert uiteindelijk in het winnen van een ‘pianoduel’ tussen hem en jazzmuzikant Jelly Roll Morton. Noch het aanbod van een muziekproducent, noch de liefde voor een Hongaarse emigrant kan 1900 ervan overtuigen het schip te verlaten. Als hij eindelijk een stap richting land wil zetten ‘om de stem van de oceaan te horen’, stopt hij midden op het gangpad en draait zich om. Zoals hij later aan Max uitlegde, kon hij de grenzen van de stad (New York) niet zien en daarom kon hij het schip niet verlaten.
Max hoort van de muziekhandelaar dat de Virginian tijdens de oorlog als ziekenhuis heeft gediend, is ontmanteld en nu wordt voorbereid om in de haven te worden opgeblazen. Vervolgens probeert hij tevergeefs 1900, die nog steeds verborgen is op het schip, over te halen om met hem aan land te komen. 1900 antwoordt dat zijn wereld “tussen boeg en achtersteven” ligt en alleen op het schip blijft. Terwijl Max op de oever staat en toekijkt, wordt de Virginian opgeblazen.
Uiteindelijk geeft de verwoeste Max de gerepareerde opnamematrix terug aan de muziekhandelaar, die hij van hem had geleend om 1900 ervan te overtuigen het schip te verlaten. Hij vertelt de handelaar het einde van zijn verhaal. Maar hij geeft Max een kans op een nieuw begin en geeft hem zijn oude trompet terug.

## Rolverdeling
| Acteur                | Personage                             |
| --------------------- | ------------------------------------- |
| Tim Roth              | 1900 (Danny Boodmann T.D. Lemon 1900) |
| Pruitt Taylor Vince   | Max Tooney                            |
| Mélanie Thierry       | Venetiaans meisje                     |
| Bill Nunn             | Danny Boodmann                        |
| Heathcote Williams    | Dr. Klauserman                        |
| Clarence Williams III | Jelly Roll Morton                     |
| Peter Vaughan         | Winkelier                             |
| Niall O'Brien         | havenmeester                          |
| Gabriele Lavia        | Friulische boer                       |
| Kevin McNally         | senator Wilson                        |
| Roman Kuznietcov      | 2-jarige 1900                         |
| Easton Gage           | 4-jarige 1900                         |
| Cory Buck             | 8-jarige 1900                         |

## Productie
De opnames vonden plaats in de havenstad Odessa in Oekraïne en de filmstudio Cinecittà in Rome. De decors werden voornamelijk gemaakt door Bruno Cesari, de decorontwerper die een Oscar had gewonnen voor zijn werk aan The Last Emperor.

## Filmmuziek
De muziek voor de film werd gecomponeerd door Ennio Morricone.

## Ontvangst
Op Rotten Tomatoes heeft The Legend of 1900 een waarde van 56% en een gemiddelde score van 5,4/10, gebaseerd op 41 recensies. Op Metacritic heeft de film een gemiddelde score van 58/100, gebaseerd op 28 recensies.

## Prijzen en nominaties
De belangrijkste:
| Jaar | Prijs                                   | Categorie                    | Genomineerde(n)                      | Uitslag     |
| ---- | --------------------------------------- | ---------------------------- | ------------------------------------ | ----------- |
| 1999 | Europese filmprijzen                    | Beste Europese cinematograaf | Lajos Koltai (gedeeld met: Sunshine) | Gewonnen    |
| 1999 | Internationaal filmfestival van Toronto | People's Choice Award        | Giuseppe Tornatore                   | Genomineerd |
| 2000 | Golden Globes                           | Beste filmmuziek             | Ennio Morricone                      | Gewonnen    |
| 2000 | Satellite Awards                        | Beste filmmuziek             | Ennio Morricone                      | Genomineerd |
| 2000 | Satellite Awards                        | Beste artdirection           | Francesco Frigeri & Bruno Cesari     | Genomineerd |